# 民族語言
民族語言（英語：national language），又译为国家语言、國族語言、国语与族語，通常是指在事實上（de facto）或在法律上（de jure），能代表一個民族（Nation）的語言。在民族國家，此民族語言通常亦是官方語言。

## 民族語言和官方語言的分別
官方語言通常是由政府制定的工作、政治和法律語言，是國家的公民與其政府機關通訊時使用的語言。然而，民族語言則不一定要該國政府的認可。雖然和官方語言有別，但是通常民族國家的民族語言就是該國的官方語言。

## 各國的民族語言
- 清朝以滿語為國語（官方語言）[1]。自清末開始已經確定以北京官話被認為是標準官話，至中華民國建立後，以北京官話為原型基礎當成中華民國國語，1949年後，中華人民共和國同樣以現代標準漢語作為國家通用語言，並以普通話稱之。
- 在台灣，中華民國政府於2017年5月26日法定台灣原住民族語為國家語言[2]，並於2017年12月29日法定台灣客家語為國家語言[3]，而關於國家語言政策的國家語言發展法於2018年12月25日正式三讀通過，所有台灣本土固有語言均成為國家語言[4]。
- 愛爾蘭語是一個高度受到愛爾蘭共和國政府重視的語言。在愛爾蘭共和國，愛爾蘭語有時是政府和法律上的特別工作語言。然而，使用愛爾蘭語為母語的人只有约8万，约占愛爾蘭人口的1%，大部分人完全使用英語。英語也同時是官方語言之一。
- 菲律賓語目前是菲律賓的國家語言也同時是官方語言。但英語也同時是官方語言。
- 在新加坡，馬來語既是國家語言，同時也是官方語言，但新加坡還有另外三種官方語言，即英語、華語和泰米爾語。雖然馬來語是新加坡的唯一的國家語言，但因该国的英联邦成员国身份，在实际施政上采取重视英语而轻视其他语言的政策，政府高层以英语为唯一语言，从而英語才是實際上新加坡政府部門間、學校教育、大眾媒介和一般人民最常用的第一語言，双语人群被忽视，因此馬來語在新加坡的日常生活和政府工作語言中並未享有较高待遇。
- 在加拿大，法语既是國家語言，同時也是官方語言。雖然法语是加拿大的國家語言，且政府层面亦提供英法两种语言的服务，但因该国的英联邦成员国身份，在实际施政上采取重英轻法的语言政策，政府高层为英语人口（或仅掌握基础法语）占据，使法语在加拿大的日常生活和政府工作語言中並未享有较高待遇（魁北克省和新不伦瑞克省除外），而作为另一官方語言的英語才是實際上加拿大政府部門間、學校教育、大眾媒介和一般人民最常用的第一語言，但加拿大政府仍鼓励和支持新移民学习法语。
- 在喀麦隆，法语既是國家語言，同時也是官方語言。雖然法语是喀麦隆的國家語言，且政府层面亦提供英法两种语言的服务，但因该国的英联邦成员国身份，在实际施政上采取重英轻法的语言政策，政府高层为英语人口（或仅掌握基础法语）占据，使法语在喀麦隆的政府工作語言中並未享有较高待遇，而作为另一官方語言的英語才是實際上喀麦隆政府部門間、學校教育和大眾媒介最常用的第一語言，导致占全国多数人口的法语人群和双语人口的利益得不到保障而滋生不满。
- 在哈萨克斯坦和吉尔吉斯斯坦两国，国家语言分别为哈萨克语和柯尔克孜语，但官方语言为延续苏联时期的俄语。
- 在白俄罗斯，白俄罗斯语既是国家语言，同时也是官方语言，而延续苏联时期的俄语为第一官方语言，绝大多数人口使用俄语而非白俄罗斯语。

## 漢字文化圈的「國語」

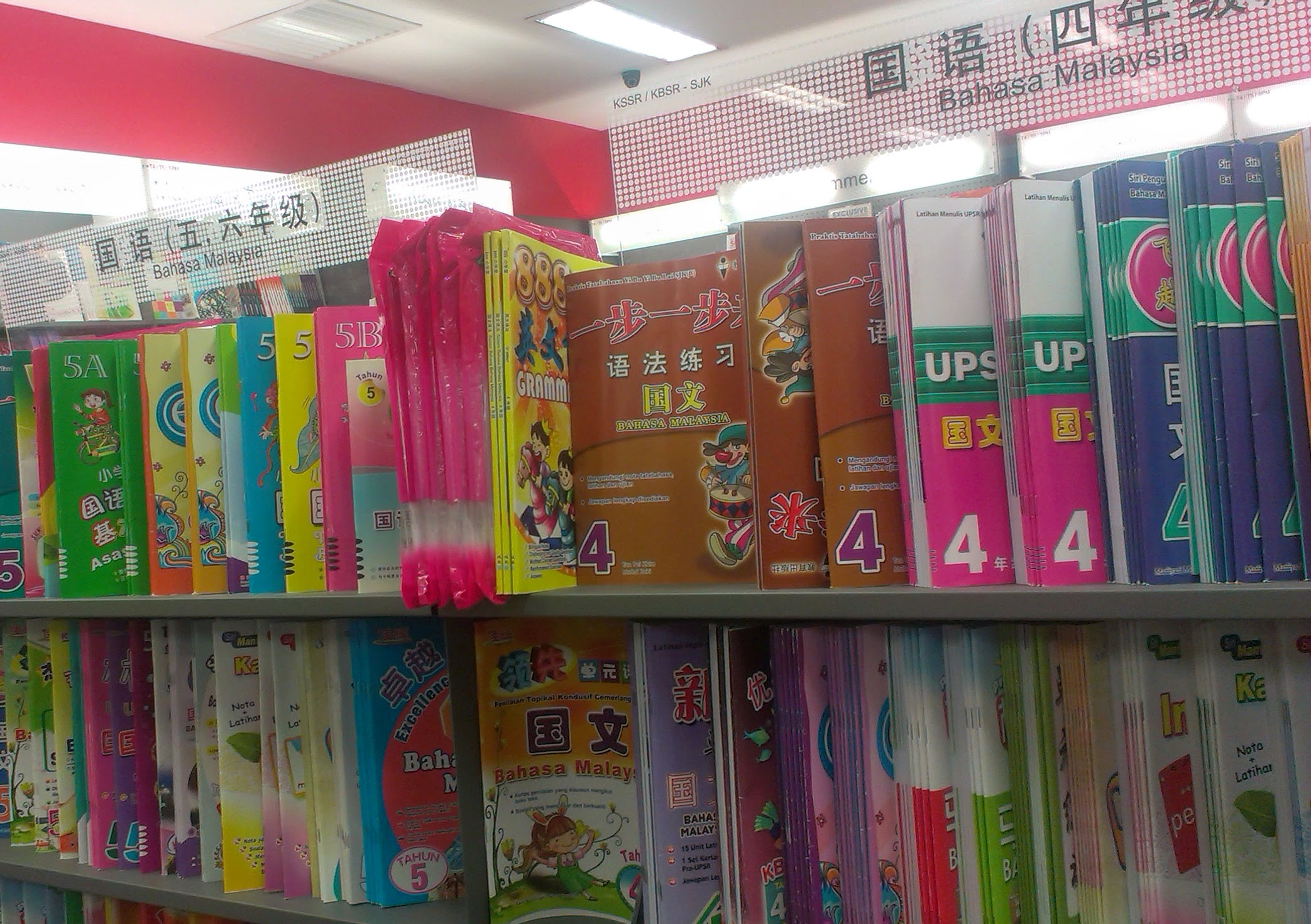
馬來西亞書店裡为华族编写的國語（馬來語）參考書

「國語」在漢語圈，通常指漢語（或特指現代標準漢語），但是在某些國家或地區，國語並非指漢語，而是指一般的國家語言。
- 在中国大陆，一般把国家通用語言現代標準漢語，稱之為普通話。但坊間仍有沿襲國府時期習慣稱「國語」的情形。
- 在臺灣，維持中華民國初年國語編審委員會將漢語官話命名為「國語」的用法[5]，2022年中華民國文化部發布《國家語言發展報告》指若在某些情況下將複數性質的集合名稱「國家語言」簡稱為「國語」，也不是指涉單一語言；根據2020年的統計，該地民眾對中華民國國語最常用稱呼仍是「國語」。[6]:57,65
- 在香港及澳門特別行政區，「國語」所指的是現代標準漢語，兩地人民也普遍稱呼現代標準漢語為「普通話」，並沿襲國府、港英時期習慣，「國語」一詞有指中華民國（後期指台灣）主要用語的含義。自1997年和1999年兩地主權移交後，中小學校逐漸增加普通話課堂，近年推行「普教中」，但存在問題和反對聲音。
- 在日本，「國語」指日本國事實上的官方語言日語。
- 在韓國，「國語」指大韓民國的官方语言韓語。
- 在越南，「國語」指越南的官方語言越南語。「國語字」（越南语：／）是指越南現在的拉丁拼音文字書寫系統。
- 殖民地的“國語”一般定為殖民宗主國的國語，如日治時期的滿洲（中國東北）、日治時期的臺灣等地，“國語”即指日語。
- 在马来西亚和新加坡，因為政治因素和馬來西亞的非華裔人佔大多數，所以在新马两国的“國語”是標準化的馬來語，而現代標準漢語则称为“華語”。